# سزار وگا
سزار وگا (اسپانیایی: César Vega‎؛ زادهٔ ۲ سپتامبر ۱۹۵۹) بازیکن سابق و مربی فوتبال اهل اروگوئه است.
از باشگاه‌هایی که در آن بازی کرده‌است می‌توان به باشگاه فوتبال دانوبیو اشاره کرد.
وی همچنین در تیم ملی فوتبال اروگوئه بازی کرده‌است.